# Филип IV Македонски
Филип IV Македонски (грч. Φιλιππος Δ ο Μακεδων) је био краљ Античке Македоније у III веку п. н. е.
Био је најстарији син краља Касандра. Након што му је отац умро 297. п. н. е., наследио га је на престолу Античке Македоније.
Филип је умро 294. п. н. е. Наследили су га браћа Антипатер II Македонски и Александар V Македонски који су заједно преузели престо.